# Uruguay en los Juegos Panamericanos de 2015
Uruguay fue uno de los países que participó en los Juegos Panamericanos de 2015 en la ciudad de Toronto, Canadá. La delegación uruguaya estuvo compuesta por 131 deportistas, siendo la segunda delegación más grande de la historia del país.
La abanderada designada para representar a Uruguay en la ceremonia de inauguración fue Déborah Rodríguez. Debido a un problema con la aerolínea, Déborah no pudo llegar a tiempo y en su lugar fue designada Dolores Moreira, regatista de 16 años.

## Medallistas
| Medalla           | Atletas             | Deporte               | Evento                        | Fecha       | Notas                                                                                  |
| ----------------- | ------------------- | --------------------- | ----------------------------- | ----------- | -------------------------------------------------------------------------------------- |
| Medalla de plata  | Dolores Moreira     | Vela                  | Medal Race                    | 18 de julio | A los 16 años es la primera uruguaya en clasificar a los JJ.OO. de Río de Janeiro 2016 |
| Medalla de bronce | Emiliano Lasa       | Salto largo           | Final                         | 22 de julio | -                                                                                      |
| Medalla de bronce | Déborah Rodríguez   | 400 metros con vallas | Final                         | 22 de julio | -                                                                                      |
| Medalla de bronce | Selección femenina  | Handball              | Partido por medalla de bronce | 24 de julio | -                                                                                      |
| Medalla de oro    | Selección masculina | Fútbol                | Final                         | 26 de julio | Uruguay 1 México 0 Gol Brian Lozano min. 11                                            |

## Deportistas
| Deporte                | Mujeres | Hombres | Total |
| Atletismo              | 2       | 3       | 5     |
| Canotaje               | 0       | 6       | 6     |
| Ciclismo               | 0       | 2       | 2     |
| Handball               | 15      | 15      | 30    |
| Equitación             | 0       | 9       | 9     |
| Fútbol                 | 0       | 18      | 18    |
| Gimnasia               | 1       | 1       | 2     |
| Golf                   | 2       | 1       | 3     |
| Hockey sobre césped    | 16      | 0       | 16    |
| Judo                   | 0       | 2       | 2     |
| Karate                 | 0       | 1       | 1     |
| Natación               | 1       | 1       | 2     |
| Pentatlón moderno      | 1       | 1       | 2     |
| Levantamiento de pesas | 0       | 1       | 1     |
| Remo                   | 0       | 5       | 5     |
| Rugby 7                | 0       | 12      | 12    |
| Taekwondo              | 1       | 2       | 3     |
| Tenis                  | 0       | 3       | 3     |
| Tenis de mesa          | 1       | 0       | 1     |
| Tiro                   | 1       | 0       | 1     |
| Triatlón               | 0       | 1       | 1     |
| Voleibol de playa      | 2       | 2       | 4     |
| Vela                   | 1       | 1       | 2     |
| Total                  | 44      | 87      | 131   |

## Fútbol
Convocados para defender la selección.